# 氮化钾
氮化钾是一种不稳定的无机化合物，化学式 K3N。19世纪时有人声称合成了氮化钾，但到了1894年时人们认为它不存在。
氮化钾于2004年被合成。在233 K（−40 °C；−40 °F）以下时，它是反TiI
3结构的，不过Li
3P结构应该会更稳定。超过这个温度时，氮化钾会变成正交晶系。氮化钾可以由金属钾和液氮在77 K（−196.2 °C；−321.1 °F）的真空下反应而成：
6K + N2 → 2K3N
在室温下，氮化钾会分解成氮气和钾。